# Ágúst Gylfason
Ágúst Þór Gylfason (Reykjavík, 1º agosto 1971) è un ex calciatore islandese, di ruolo centrocampista.

## Carriera

### Club
Gylfason cominciò la carriera con la maglia del Valur, per poi trasferirsi agli svizzeri del Soletta. Successivamente militò nelle file dei norvegesi del Brann, esordendo nella Tippeligaen in data 22 aprile 1995, subentrando a Gunnar Norebø nella sconfitta casalinga per 0-6 contro il Molde. Nello stesso anno, raggiunse la finale di Coppa di Norvegia, persa contro il Rosenborg. Segnò la prima rete nella massima divisione norvegese in data 11 agosto 1996, in un pareggio per 3-3 proprio contro il Rosenborg. Tornò poi in patria, per giocare prima nel Fram Reykjavík, poi nel KR Reykjavík e infine nel Fjölnir.

### Nazionale
Conta 5 presenze per l'Islanda.